# Chersoń (stacja kolejowa)
Chersoń (ukr. Херсон) – stacja kolejowa w Chersoniu, w obwodzie chersońskim, na Ukrainie. Znajdują się tu 3 perony.